# 観如
観如（かんにょ、慶長2年（1597年） - 慶長16年11月25日（1611年12月28日））は、江戸時代の僧。幼名は茶々麿、諱は光祐。本願寺12世法主教如と側室おふく（教寿院如祐尼）の次男。同母兄に尊如、異母弟に宣如。
前年（文禄5年（1596年））の兄尊如の夭折で教如の後継者（法嗣）として育てられ、慶長15年（1610年）に得度。下間頼賑が奏者に付いていたが、翌慶長16年（1611年）に早世。3年後の慶長19年（1614年）の父の死後、東本願寺法主を巡り異母弟宣如の継承に異議を唱えた母が甥の熊丸（姉妹・教証院如頓の息子、後の公海）を擁立したが、法主は宣如が継いだ。